# Roger of Leybourne

Wappen von Sir Roger of Leybourne

Sir Roger of Leybourne (auch De Leyburn) (* um 1215; † vor 7. November 1271) war ein englischer Militär und Ritter.

## Herkunft
Roger of Leybourne war ein Sohn seines gleichnamigen Vaters Roger of Leybourne und von dessen ersten Frau Eleanor of Thornham aus Kent. Von seinem Vater, der vor 1251 starb, erbte er Ländereien in Kent und Oxfordshire mit sieben Knight’s fees, für die er Margaret fitzGerold, der Erbin von Warin fitzGerold und Witwe von Baldwin de Redvers lehnspflichtig war. Dazu erbte er über seine Mutter Grundbesitz in Kent. Beim Tod seines Vaters musste er jedoch auch dessen Schulden übernehmen, die dieser gegenüber der Krone und bei jüdischen Geldverleihern hatte. Seine Schulden gegenüber der Krone wurden ihm 1253 erlassen, als er an der Expedition von König Heinrich III. in die Gascogne teilnahm.

## Höfling und Rebell
1252 tötete er bei einem Turnierunfall in Walden Arnulf de Munteny, einen Ritter des königlichen Haushalts. Zur Sühne machte er ein Kreuzzugsgelübde, worauf er vom König begnadigt wurde. 1253 erhielt er Ländereien in Kent, die nach dem Tod von Roger Connell wieder an die Krone gefallen waren. 1257 nahm er an einem Feldzug des Thronfolgers Eduard nach Wales teil. Zu dieser Zeit gehörte er zu einer Gruppe von jungen Rittern und Adligen, die sich um den Thronfolger gebildet hatte, und wurde Verwalter der Besitzungen Eduards. Im Herbst 1259 schloss er sich dem Bündnis von Lord Eduard mit Simon de Montfort, dem Führer der Adelsopposition gegen den König an und wurde im November 1259 von Lord Eduard zum Verwalter von Bristol Castle ernannt, während der König in Frankreich war. Anfang 1260 gehörte er zum bewaffneten Gefolge von Lord Eduard und dem Earl of Hertford, das versuchte, London zu besetzen. Nachdem der König aus Frankreich zurückgekehrt war und sich mit seinem Sohn wieder ausgesöhnt hatte, wurde auch Leybourne vom König begnadigt, doch am 18. Mai 1260 als Verwalter von Bristol Castle entlassen. Der Thronfolger belohnte jedoch seinen Dienst mit der Vergabe des Gutes von Elham in Kent. 1262 musste er das Gut jedoch wieder dem Thronfolger übergeben, da die Weitergabe an Leybourne gegen das Lehnsrecht verstoßen hatte. In der Folge beschuldigte ihn Lord Eduard, Gelder aus dem Gut veruntreut zu haben. Er verhängte zur Entschädigung eine Strafe von £ 1820, die der Sheriff von Kent aus Leybournes Güter eintreiben sollte. Dies scheiterte jedoch, da es Leybourne zuvor gelungen war, sein Vieh und seine beweglichen Habe aus seinen Gütern in Südengland wegzubringen. Der Chronist Gervase of Canterbury macht für diese Anklage jedoch vor allem Königin Eleonore verantwortlich. Das Zerwürfnis zwischen Leybourne und dem Thronfolger führte zu einer Trennung zwischen Eduard und zahlreichen seiner früheren Gefolgsleuten.
Im August 1262 verbot König Heinrich III., als er erneut nach Frankreich reiste, während seiner Abwesenheit Turniere in England, dazu wurde Leybourne und anderen Rittern ausdrücklich das Tragen von Waffen untersagt. Leybourne begann jedoch im Frühjahr 1263 zusammen mit anderen ehemaligen Gefolgsleuten des Thronfolgers sowie mit unzufriedenen Marcher Lords einen Kleinkrieg gegen die Regierung. Er nahm Bischof D’Aigueblanche von Hereford gefangen und eroberte Hereford, Gloucester und Bristol. Anschließend wandten die Rebellen ihre Truppen nach Süden, um Windsor Castle anzugreifen. Zusammen mit Simon de Montfort zogen sie dann nach Kent, wo sie Romsey und die Cinque Ports angriffen und plünderten. Im August 1263 nahmen sie wieder Verhandlungen mit dem König auf, der die Regierung wieder Montfort übergeben musste. Am 18. August schlossen Leybourne und andere Ritter jedoch ein Abkommen mit Lord Eduard, dem sie sich unter Anerkennung der Provisions of Oxford unterwarfen. Der Grund für diesen Seitenwechsel ist ungeklärt, möglicherweise war hierfür das Bündnis von Montfort mit dem walisischen Fürsten Llywelyn ap Gruffydd, dem natürlichen Feind der Marcher Lords, ausschlaggebend.

## Unterstützer der Krone im Krieg der Barone
Von nun an unterstützte Leybourne uneingeschränkt den König. Er wurde rasch wieder zu einem führenden Anhänger des Königs, der ihn dafür mit verschiedenen Ämtern belohnte. Im September 1263 wurde er zum Steward of the King’s Household sowie zum Verwalter von Kent, Surrey und Sussex ernannt. Im Dezember 1263 wurde er Warden of the Cinque Ports und des Weald sowie High Sheriff of Kent. Im Oktober 1263 bezeugte er als Gefolgsmann von Lord Eduard den Schlichtungsversuch des französischen Königs zwischen Heinrich II. und den rebellischen Baronen, und Ende des Jahres begleitete er den König nach Frankreich, wo der französische König im Mise of Amiens den Streit zugunsten von Heinrich III. entschied. Im darauf folgenden offenen Krieg der Barone nahm Leybourne im April 1264 an der Eroberung von Northampton teil, anschließend gehörte er zu den Verteidigern von Rochester Castle, die die Burg erfolgreich gegen Simon de Montfort und Gilbert de Clare verteidigten. Bei der Belagerung wurde er aber schwer verwundet. Am 14. Mai kämpfte er jedoch in der Schlacht von Lewes. Nach dem Sieg Montforts wurde Leybourne zusammen mit anderen Marcher Lords unter der Auflage freigelassen, sich während des nächsten Parlaments zu verantworten. Wie die anderen Marcher Lords erschien er jedoch nicht vor dem Parlament, sondern führte zur Unterstützung des Königs einen Kleinkrieg in den Welsh Marches gegen die Regierung der Barone. Zusammen mit Roger de Clifford sollte Leybourne im Januar 1265 für ein Jahr ins Exil nach Irland gehen, doch auch diese Abmachung hielt er nicht ein. Stattdessen nahm er Kontakt zum König und vor allem zu Lord Eduard auf, die beide in der Gewalt der Barone waren. Mit Leybournes Unterstützung konnte Eduard am 28. Mai seinen Bewachern entkommen. In der Folge kämpfte Leybourne auf Seiten Eduards in der Schlacht von Evesham, während der er den König, der sich noch in der Gewalt Montforts befand und deshalb irrtümlich von den Anhängern Lord Eduards angegriffen wurde, erkannte und damit rettete. Obwohl mit dem entscheidenden Sieg von Evesham der Krieg der Barone zugunsten des Königs entschieden worden war, dauerte es noch über zwei Jahre, ehe der letzte Widerstand der Rebellen gebrochen wurde. Bei der Bekämpfung dieses Widerstands diente Leybourne als Stellvertreter von Lord Eduard, der die königlichen Truppen führte. Leybourne war dabei vor allem für die Befriedung des Südostens und des Nordwestens von England verantwortlich. Er wurde im August 1265 Verwalter von Westmorland sowie wieder Sheriff von Kent, im Oktober 1265 wurde er Verwalter von Carlisle Castle, Sheriff von Cumberland sowie mit der Unterwerfung der City of London beauftragt. Im November 1265 unternahm er einen Feldzug gegen die Rebellen im Bereich des Weald in Kent. Anfang 1266 eroberte er zusammen mit Lord Eduard die Cinque Ports, wobei sie einen Angriff von See und Land her auf Winchelsea unternahmen, das daraufhin rasch kapitulierte. Anschließend führte Leybourne im Auftrag des Thronfolgers im Mai einen Angriff gegen die Rebellen in Essex. Der König belohnte ihn mit der Verwaltung von Nottingham Castle sowie mit dem Amt des Richters für die royal forests north of the Trent, dazu wurde er Mitglied des Kronrats und erhielt beschlagnahmte Häuser in London sowie umfangreichen Landbesitz in Kent, Nordwestengland und anderen Teilen Englands übertragen. Unter diesen Besitzungen befand sich Leeds Castle in Kent, das er zu seinem Hauptsitz ausbaute. Seine Heirat mit Eleanor, der Witwe von William de Vaux und Roger de Quincy, 2. Earl of Winchester war wahrscheinlich eine weitere Belohnung durch den König. Eleanor war als Enkelin von William Marshal, 1. Earl of Pembroke eine Miterbin der Marshalgüter, dazu besaß sie aus ihren beiden vorigen Ehen als Wittum Ländereien in Huntingdonshire und Leicestershire. Weiter erhielt Leybourne 1265 die Vormundschaft für Idonea de Vieuxpont, einer Tochter und Miterbin des ehemaligen Rebellen Robert de Vieuxpont aus Westmorland. Er verheiratete sie mit seinem jüngeren Sohn Roger.

## Späteres Leben
Nach dem endgültigen Ende des Kriegs der Barone legte Leybourne 1269 erneut ein Kreuzzugsgelübde ab, wofür ihm der päpstliche Legat Ottobono Fieschi 1000 Mark zahlte. Dennoch nahm er nicht am Kreuzzug des Prinzen Eduard teil, sondern wurde am 29. November 1269 zum Stellvertreter von Eduard in der Gascogne ernannt. Während seiner kurzen Amtszeit gründete er das nach ihm benannte Libourne, eine Bastide zur Verteidigung der Besitzungen des englischen Königs in Südwestfrankreich. Bereits im Dezember 1270 war Leybourne wieder in England.
Leybourne versuchte im Alter, seinen Grundbesitz in Südostengland zu konzentrieren, weshalb er beispielsweise 1271 Besitzungen in Huntingdonshire gegen Ashford und andere Güter in Kent eintauschte. Bereits vor seinem Tod übertrug er seine Besitzungen seinem ältesten Sohn William, was unüblich war. Vielleicht war der Grund hierfür Leybournes Sorge, trotz Begnadigung durch den König doch noch für seine Vergehen während des Bürgerkriegs belangt zu werden. Nach seinem Tod 1271 wurde sein Herz in einem Schrein in der Pfarrkirche von Leybourne begraben, für die er eine Kapelle sowie zwei Kaplanstellen gestiftet hatte. Daneben hatte er Stiftungen zugunsten der Priorate von Bermondsey in Surrey sowie von Combwell in Kent gemacht.

## Familie und Nachkommen
Leybourne war zweimal verheiratet. Die Identität seiner ersten Frau ist unbekannt, mit ihr hatte er zwei Söhne:
- William de Leyburn, 1. Baron Leyburn († 1310)
- Roger de Leyburn

Zwischen 1264 und 1267 heiratete er in zweiter Ehe die zweifach verwitwete Eleanor († 1274), eine Tochter von William de Ferrers, 5. Earl of Derby. Sein Erbe wurde sein Sohn William.